# Железнодорожный поворотный круг

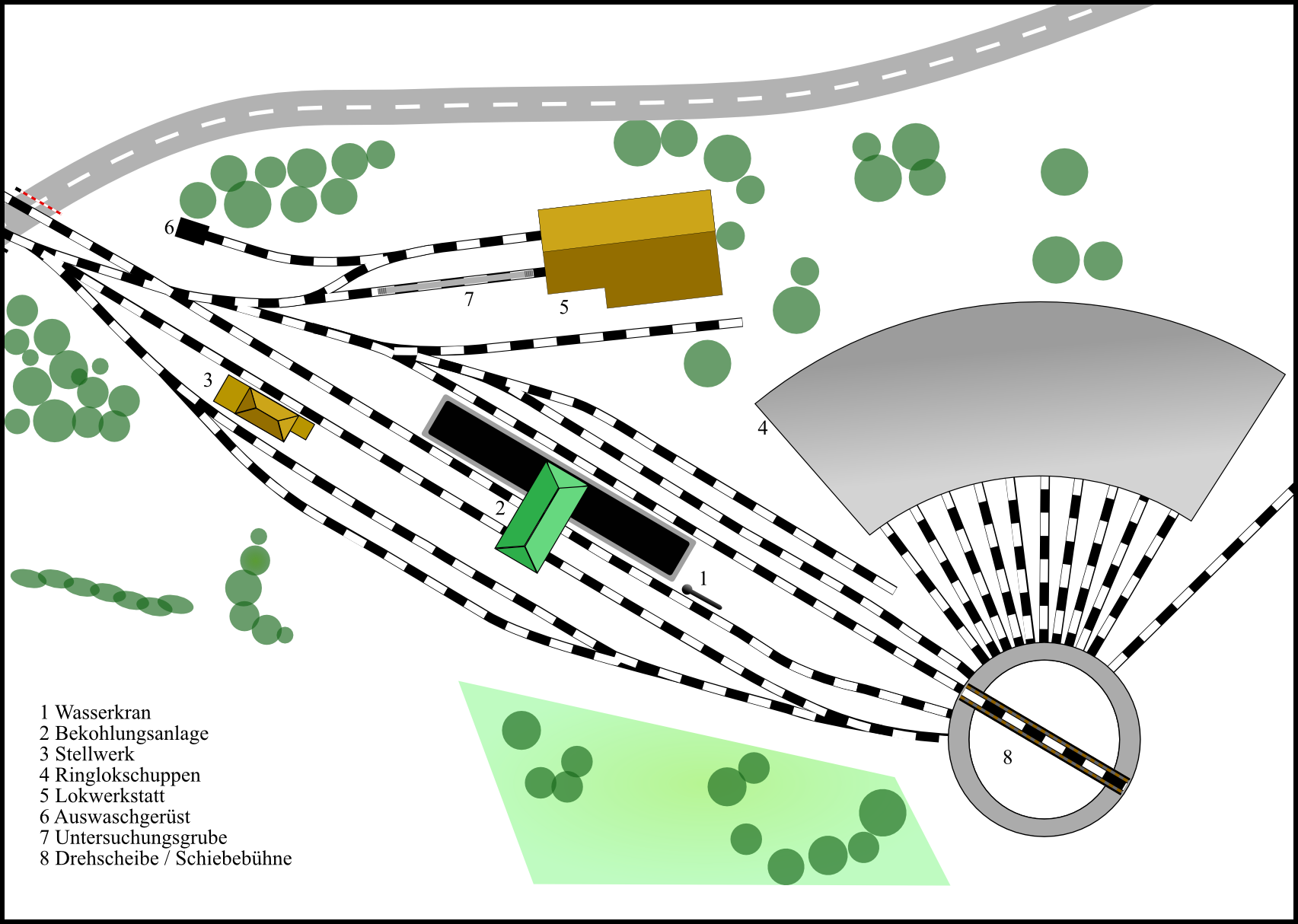
Поворотный круг на территории веерного депо (схема)

Железнодорожный поворо́тный круг — механизм, позволяющий поворачивать транспортное средство  на ограниченном пространстве вокруг одной точки без участия этого средства. Чаще всего применяется на железнодорожном транспорте.

## Железнодорожный поворотный круг
Поворотный круг этого типа представляет собой специальную металлическую ферму, имеющую рельсовый путь, на который подаётся локомотив или другая единица подвижного состава. Ферма поворотного круга может быть с ездой понизу или с ездой поверху. Различают два типа поворотных кругов: уравновешенного типа и неуравновешенного типа. Уравновешенный поворотный круг опирается в центре на специальную опору, такой поворотный круг требует точной установки подвижного состава. Неуравновешенный поворотный круг опирается на колёса, расположенные по концам фермы (для этих колёс прокладывается особый рельсовый путь).
Первоначально, в конце XIX и начале XX века поворотные круги вращались вручную, с помощью рычага. В настоящее время поворотные круги приводятся во вращение с помощью электропривода. В современности железнодорожный поворотный круг прежде всего является атрибутом веерного депо. С помощью круга можно развернуть на 180° или поставить на нужный путь в таком депо единицу подвижного состава, обычно локомотив, реже вагон или автомотрису. В ряде случаев в депо используется поворотный треугольник.

### Фотографии

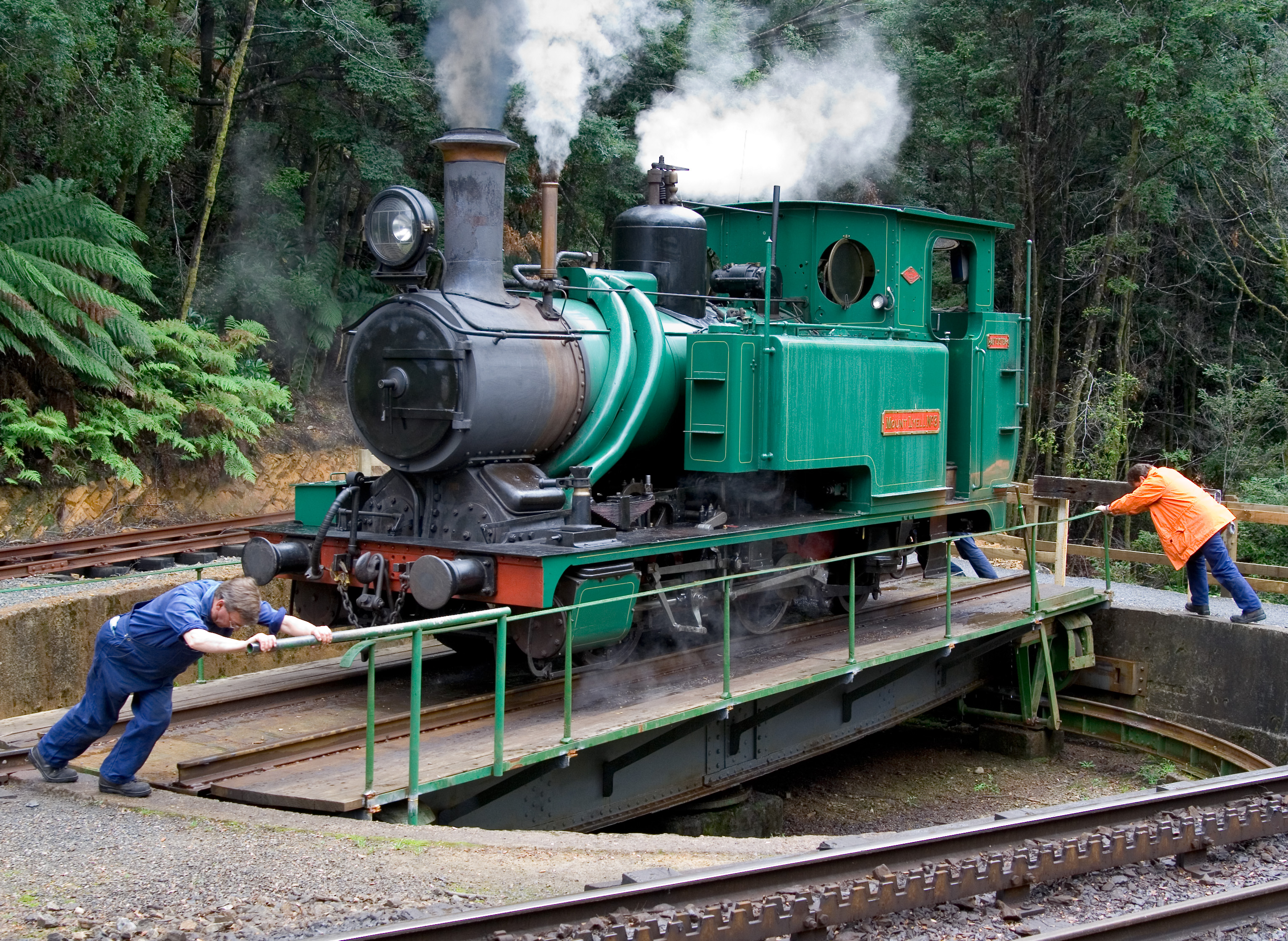
Поворотный круг с ручным приводом
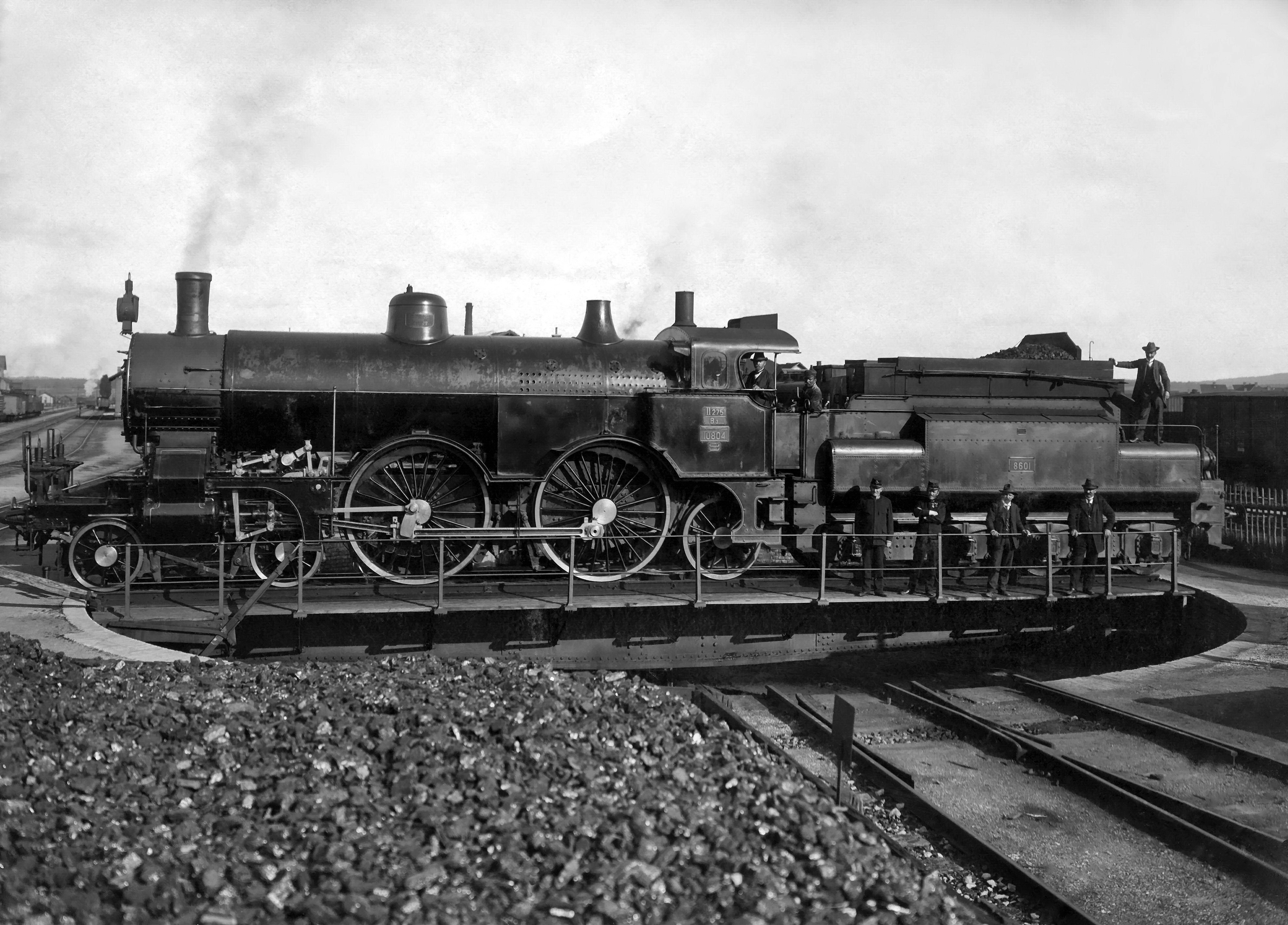
Паровоз на поворотном круге
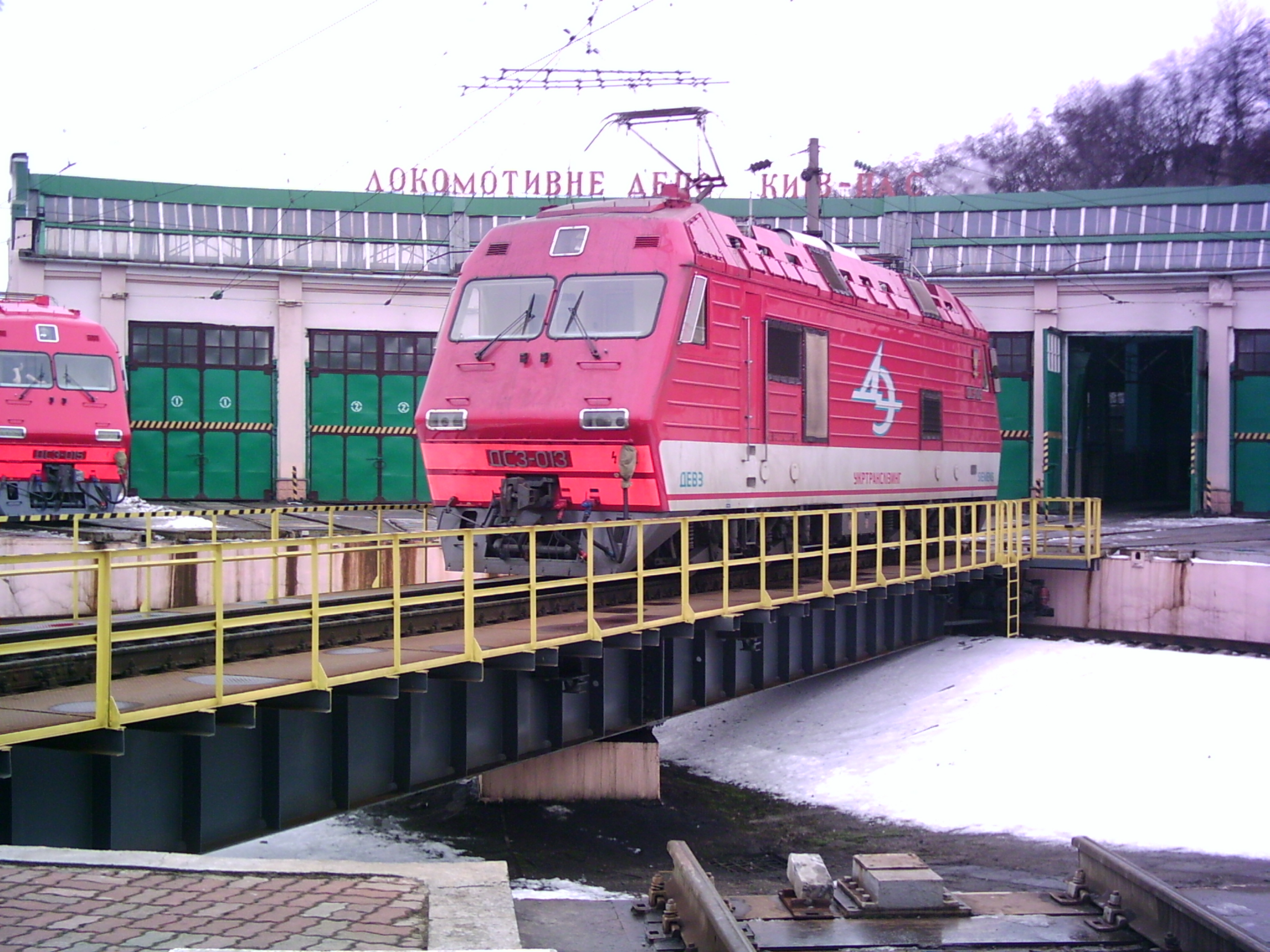
Электровоз ДС3-013 на поворотном круге в депо Киев
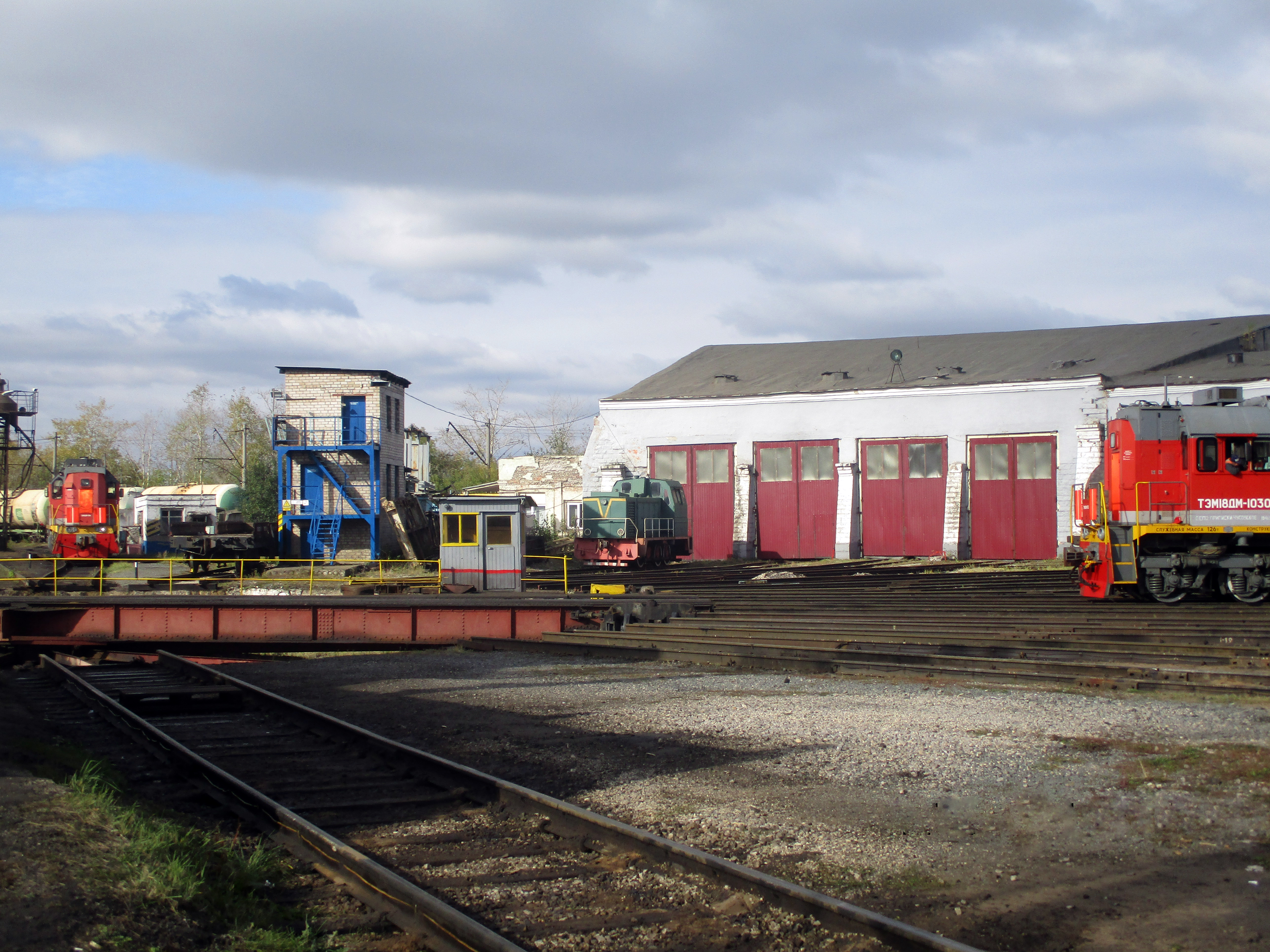
Депо станции Пермь II
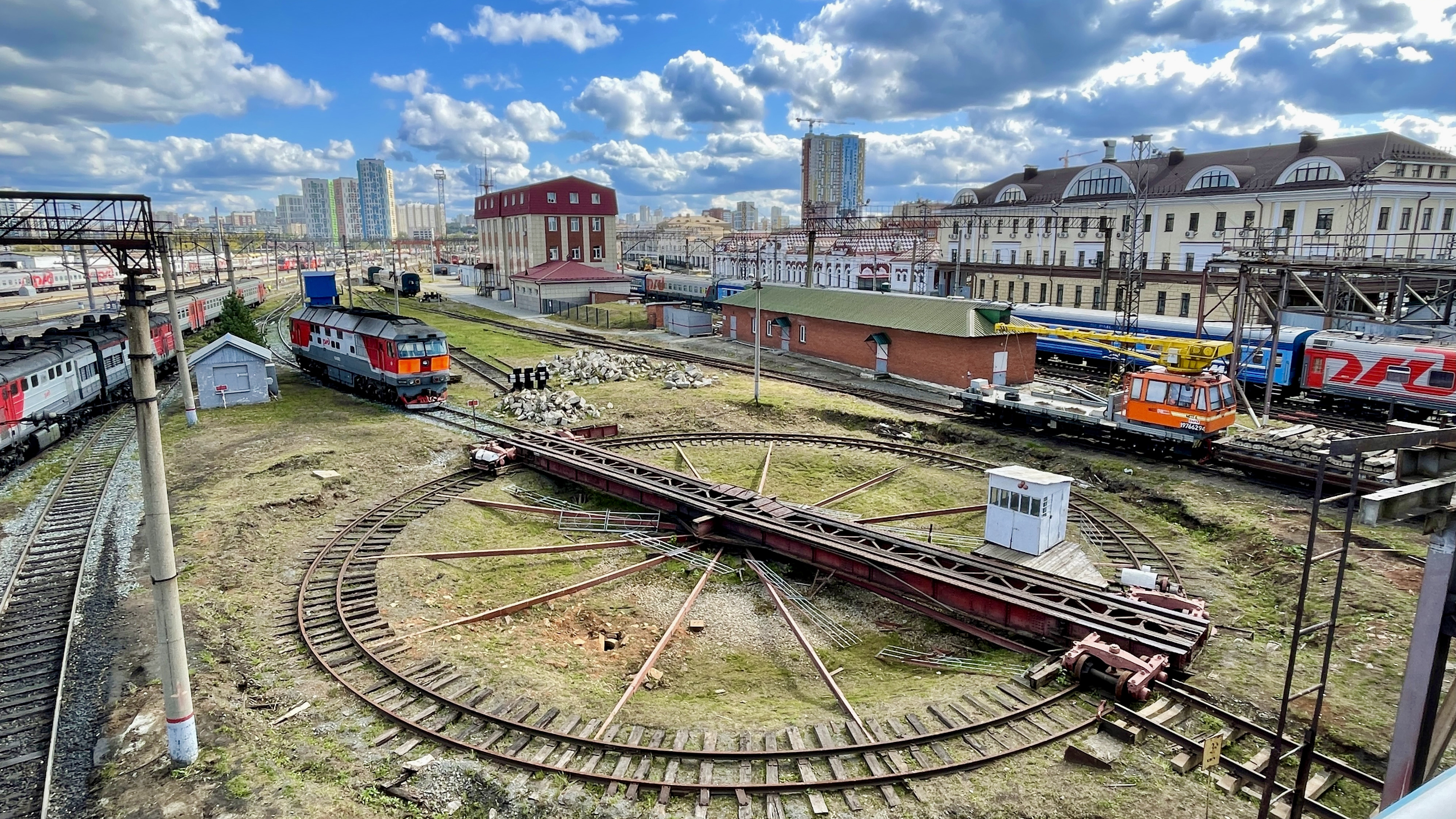
Поворотный круг на станции Екатеринбург-Пассажирский
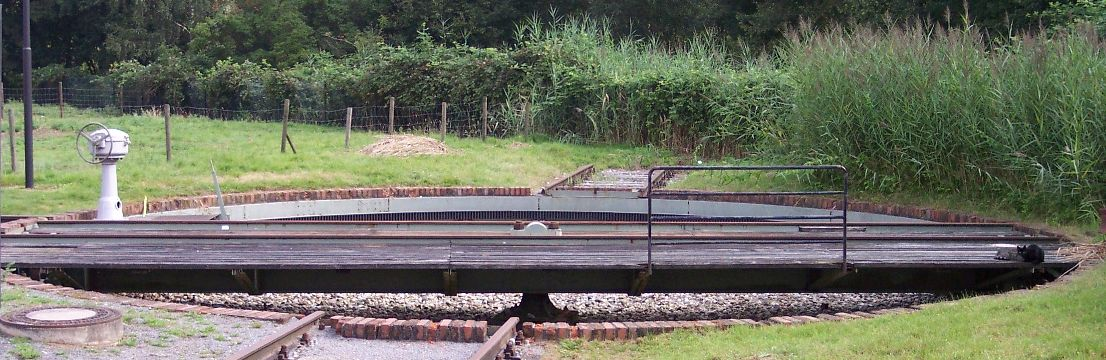
Поворотный круг

## Автомобильный поворотный круг
Поворотный круг также может применяться и в автомобильном транспорте. Автобусный поворотный круг применяется для разворота или поворота рейсовых автобусов в узких местах, например, в плотной застройке, в гористой местности. Поворотный круг для легковых автомобилей может использоваться в пунктах их технического обслуживания и называться поворотной платформой. Автомобили на выставках могут устанавливаться на поворотном подиуме.
Понятие «поворотный круг» также может относиться и к более компактным устройствам, относящимся к автомобильной индустрии. Так, существуют круг поворотный для сход-развала и круги поворотные автомобильных прицепов и полуприцепов (ГОСТ 13915-68).

### Фотографии

Поворотный круг для легкового автомобиля
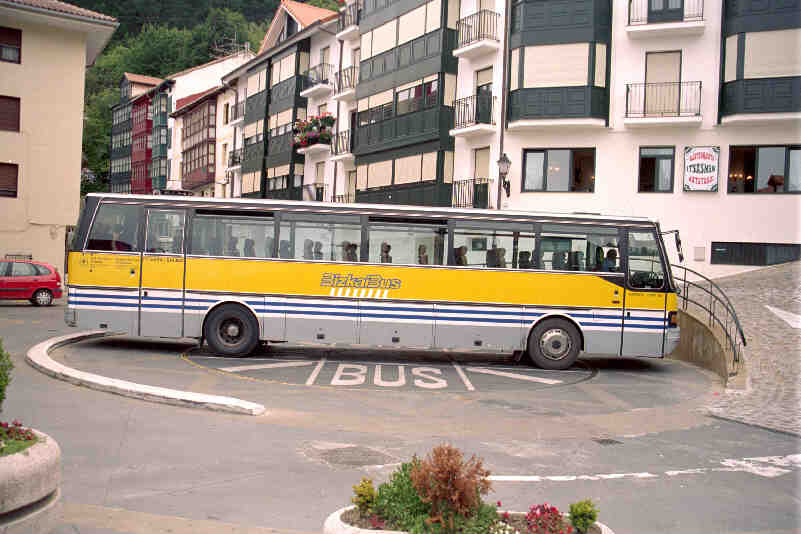
Поворотный круг для автобуса
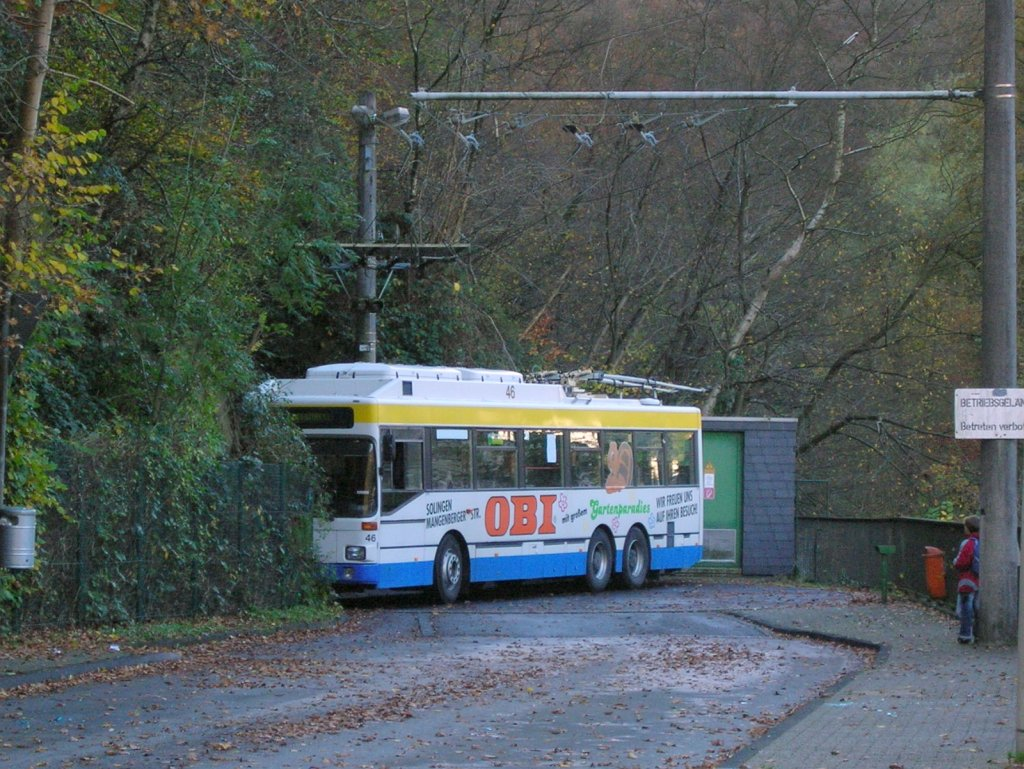
Поворотный круг для троллейбуса